# 應靈縣
應靈縣。本大牢縣，天寶元年更名應靈縣。為中下縣。有鹽。宋代仍屬榮州。元省。